# ZSK (Band)/Diskografie
Diese Diskografie ist eine Übersicht über die musikalischen Werke der deutschen Punk-Band ZSK.

## Alben

### Studioalben
| Jahr | Titel Musiklabel                                | Höchstplatzierung, Gesamtwochen, AuszeichnungChartsChartplatzierungen (Jahr, Titel, Musiklabel, Platzierungen, Wochen, Auszeichnungen, Anmerkungen) | Anmerkungen                            |
| Jahr | Titel Musiklabel                                | DE | Anmerkungen                            |
| ---- | ----------------------------------------------- | --- | -------------------------------------- |
| 2000 | Riot Radio Wolverine Records                    | — |                                        |
| 2004 | From Protest to Resistance Bitzcore Records     | — | Erstveröffentlichung: 11. März 2004    |
| 2005 | We Are the Kids Bitzcore Records                | — |                                        |
| 2006 | Discontent Hearts and Gasoline Bitzcore Records | — | Erstveröffentlichung: 11. März 2006    |
| 2013 | Herz für die Sache People Like You Records      | DE29 (2 Wo.)DE | Erstveröffentlichung: 10. Mai 2013     |
| 2018 | Hallo Hoffnung People Like You Records          | DE16 (1 Wo.)DE | Erstveröffentlichung: 27. Juli 2018    |
| 2021 | Ende der Welt Century Media                     | DE3 (2 Wo.)DE | Erstveröffentlichung: 15. Januar 2021  |
| 2023 | HassLiebe Drakkar Entertainment                 | DE4 (1 Wo.)DE | Erstveröffentlichung: 10. Februar 2023 |

### Livealben
| Jahr | Titel Musiklabel                                                         | Anmerkungen                           |
| ---- | ------------------------------------------------------------------------ | ------------------------------------- |
| 2007 | Wenn so viele schweigen müssen wir noch lauter schreien Bitzcore Records | Erstveröffentlichung: 9. Februar 2007 |
| 2016 | Live für die Sache People Like You Records                               | Erstveröffentlichung: 29. Januar 2016 |

### Kompilationen
| Jahr | Titel Musiklabel                    | Anmerkungen                |
| ---- | ----------------------------------- | -------------------------- |
| 2005 | We are the Kids Bitzcore Records    | Erstveröffentlichung: 2005 |
| 2022 | Herz für die Platte Hamburg Records | Erstveröffentlichung: 2022 |

### EPs
| Jahr | Titel Musiklabel                                  | Anmerkungen                |
| ---- | ------------------------------------------------- | -------------------------- |
| 2004 | If Liberty Means Anything at All Bitzcore Records | Erstveröffentlichung: 2004 |
| 2022 | Neuanfang Drakkar Entertainment                   | Erstveröffentlichung: 2022 |

### Demos
| Jahr | Titel Musiklabel                            | Anmerkungen                |
| ---- | ------------------------------------------- | -------------------------- |
| 1997 | Keep Skateboarding Punkrock Eigenproduktion | Erstveröffentlichung: 1997 |

## Singles

### Als Leadmusiker
| Jahr | Titel Musiklabel                                 | Anmerkungen                             |
| ---- | ------------------------------------------------ | --------------------------------------- |
| 1999 | Split Nasty Vinyl                                | Split-Veröffentlichung mit Blowing Fuse |
| 2013 | Bis jetzt ging alles gut People Like You Records | Erstveröffentlichung: 2013              |
| 2018 | Es wird Zeit People Like You Records             | Erstveröffentlichung: 2018              |
| 2022 | Himmel Drakkar Entertainment                     | Erstveröffentlichung: 2022              |
| 2022 | HassLiebe Drakkar Entertainment                  | Erstveröffentlichung: 2022              |
| 2022 | Scheißtyp Drakkar Entertainment                  | Erstveröffentlichung: 2022              |

### Als Gastmusiker
| Jahr | Titel Musiklabel                     | Anmerkungen                                                                                   |
| ---- | ------------------------------------ | --------------------------------------------------------------------------------------------- |
| 2020 | No Pasaran Ferryhouse Productions    | mit Mal Élevé, Swiss + die Andern, EsRap & JuJu Rogers Erstveröffentlichung: 9. November 2020 |
| 2021 | Solikasse mit Joshi Missglückte Welt | mit Swiss Erstveröffentlichung: 21. Mai 2021                                                  |

## Musikvideos
| Jahr | Titel                         | Regie                |
| ---- | ----------------------------- | -------------------- |
| 1998 | One Day                       |                      |
| 2006 | Alles steht Still             |                      |
| 2013 | Keine Angst                   |                      |
| 2013 | Antifascista                  | Leftvision           |
| 2017 | Jede Sekunde                  | Bernhard Schinn      |
| 2018 | Es wird Zeit                  | Matthias Zickrow     |
| 2018 | Es müsste immer Musik da sein | Michael Winkler      |
| 2018 | Hallo Hoffnung                | Michael Winkler      |
| 2019 | Make recists Afraid again     | Matthias Zickrow     |
| 2020 | Ich habe besseres zu tun      |                      |
| 2020 | Sag mir wie lange             | Jakob Leue           |
| 2020 | Mach’s Gut                    | Matthias Zickrow     |
| 2020 | Kein Talent                   | Lee Maas             |
| 2021 | Die Kids sind okay            | Martin Backspin      |
| 2021 | Alle meine Freunde            | Arkadiusz Goniwiecha |
| 2022 | Ich feier euch                |                      |
| 2022 | HassLiebe                     |                      |
| 2022 | Neuanfang                     |                      |
| 2022 | Darwin                        |                      |
| 2023 | Ich höre dich atmen           | Matthias Junge       |
| 2023 | Jede Hand eine Faust          |                      |

## Statistik

### Chartauswertung
|                     | DE    |
| ------------------- | ----- |
| Nummer-eins-Alben   | DE—DE |
| Top-10-Alben        | DE2DE |
| Alben in den Charts | DE4DE |